# Nicolas Régnier

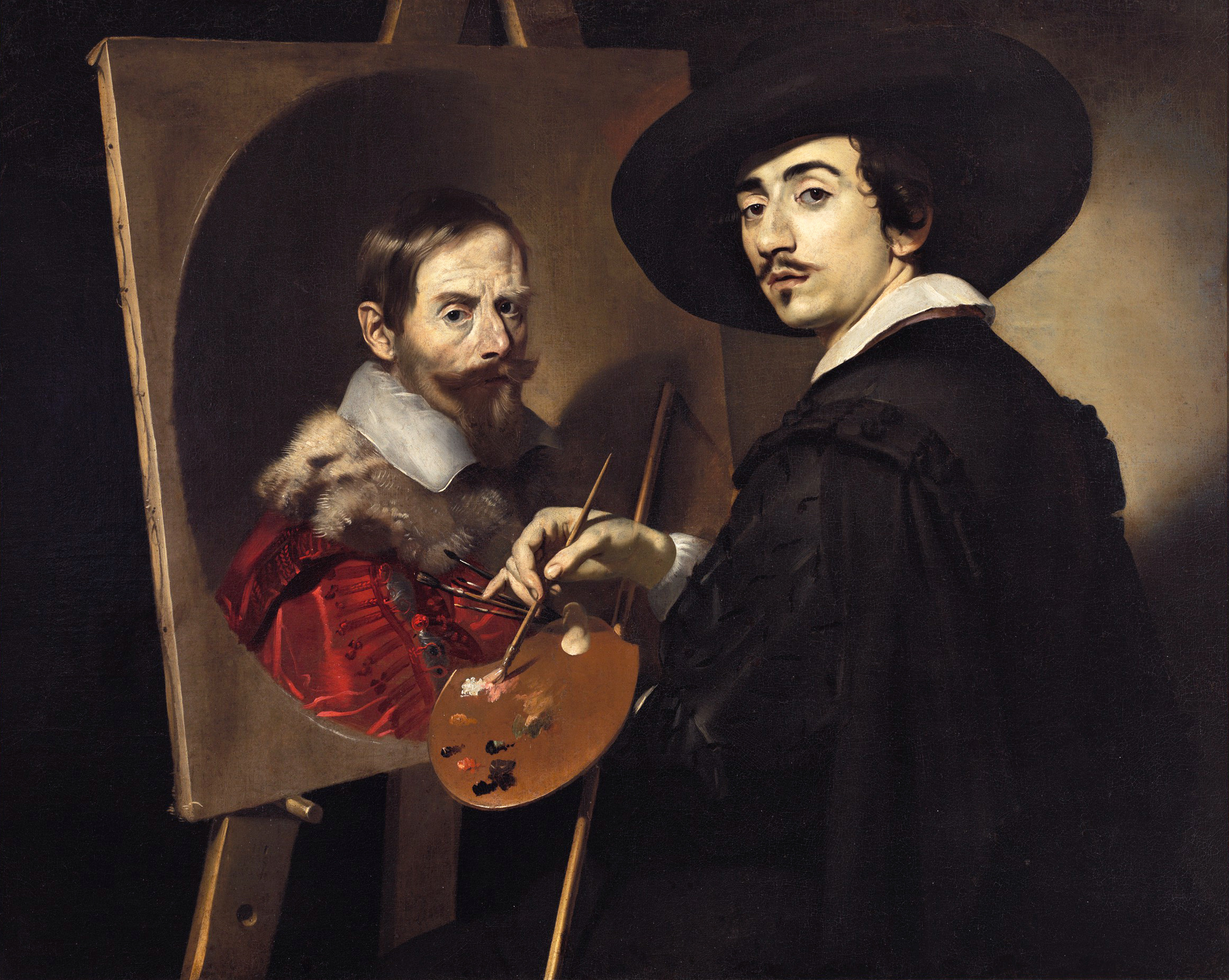
Nicolas Régnier, Autoritratto con un ritratto sul cavalletto, 1623-4, Fogg Art Museum

Nicolas Régnier, italianizzato in Nicolò o Niccolò Renieri o raramente Nicolò Mabuseo (Maubeuge, 6 dicembre 1591 – Venezia, tra il 6 ed il 20 novembre 1667), è stato un pittore fiammingo. Di scuola barocca ed influenzato dal caravaggismo, fu attivo prevalentemente in Italia.

## Biografia
Régnier nacque a Maubeuge, allora sotto il dominio spagnolo, così come il fratellastro Michel Desoubleay, noto in italia Michele Desubleo, anche lui futuro pittore. Nel 1601 giunse a Anversa per iniziare il suo apprendistato nella bottega di Abraham Janssens che lo avvicinò allo stile contemporaneo italiano. 
Giunse a Roma intorno al 1615 dove probabilmente lavorò con Bartolomeo Manfredi ma ne fu sicuramente influenzato nello stile caravaggesco. Si associò all’Accademia di San Luca (di cui in breve tempo, già nel 1624, viene annoverato tra i provveditori) e fu protetto dal marchese Vincenzo Giustiniani. A Roma entrò in contatto con Simon Vouet ed anche con le opere di Guido Reni che lo spinsero più tardi verso un’impronta più classicista.
Per motivi ancora poco chiari (ma sappiamo che per due volte, nel 1624 e nel 1625, fu medicato per essere stato percosso con un sasso sulla testa) abbandonò Roma per stabilirsi a Venezia nel 1625 e nel 1626 era iscritto nella fraglia dei pittori. Qui più tardi accanto all’attività di pittore intraprese quella di mercante d’arte. A fianco della pittura brillante delle allegorie mondane ed eleganti realizzò un gran numero di opere religiose di un patetismo convenzionale per le chiese di Venezia e dintorni e numerosi ritratti di carattere ufficiale.
Ebbe quattro figlie: Angelica, Anna, Clorinda e Lucrezia, tutte pittrici ed allieve del padre. Clorinda sposò il pittore veneziano Pietro Della Vecchia e Lucrezia il fiammingo Daniel van den Dyck. Nel 1666, sentendo vicina la fine della vita, decise di mettere al Lotto la sua ricca collezione di dipinti – già lodata tra gli altri anche dal Martinioni nelle sue aggiunte al Sansovino – ottenendo l'autorizzazione dal Consiglio dei X: alla morte nel 1667 riesce così a lasciare ai suoi parenti oltre 10.000 ducati.

## Galleria d'immagini

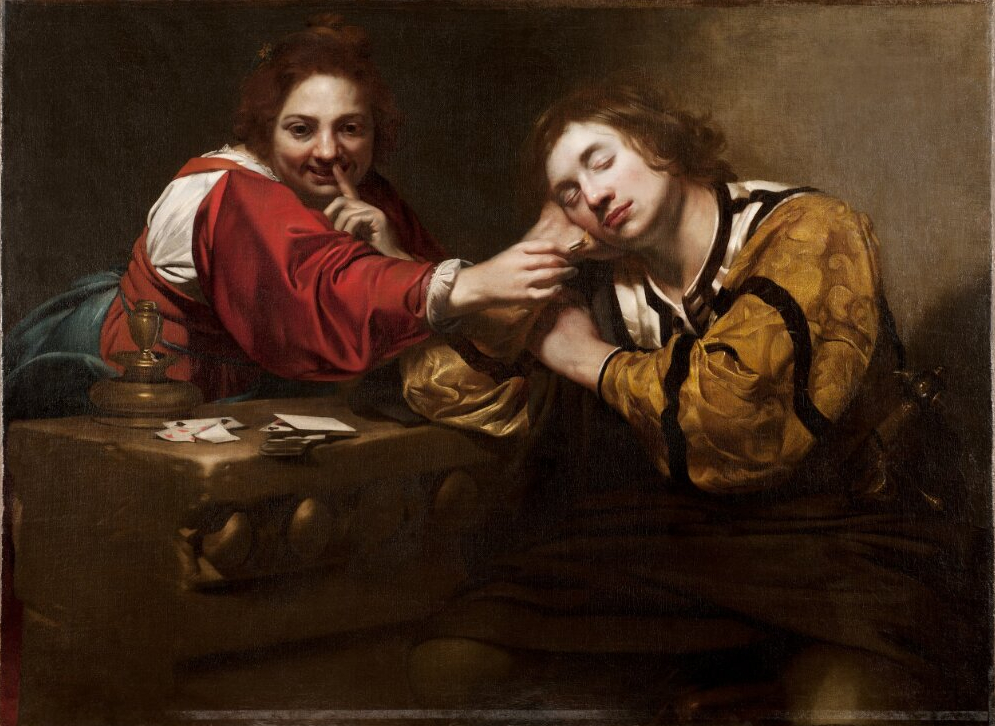
Dormiente svegliato da una giovane donna con una fiammella,, 1620, Museo nazionale di Stoccolma, Stoccolma
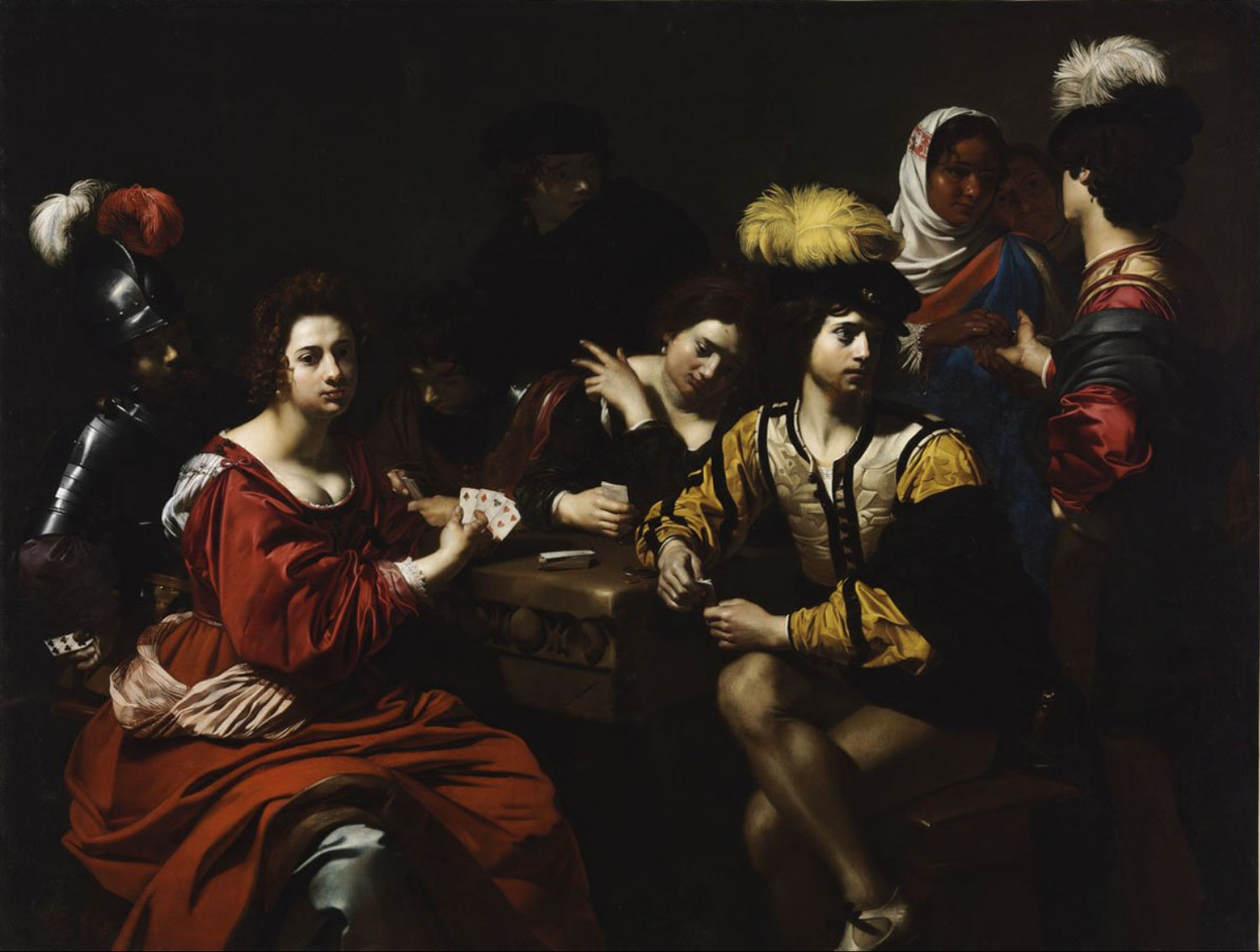
I bari e la chiromante, 1623-26 c., Szépművészeti Múzeum, Budapest
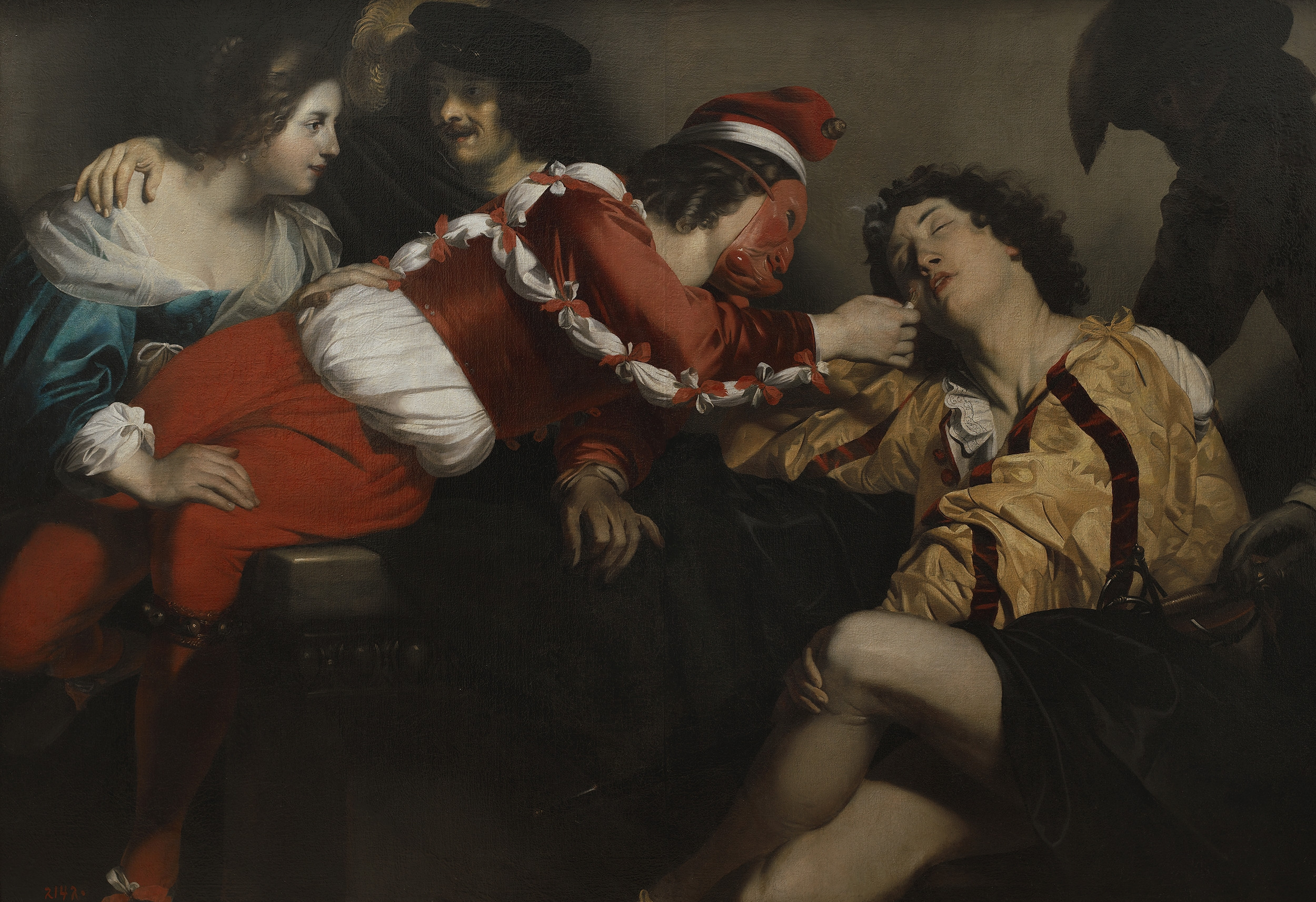
Scena di carnevale, 1630 c.,  Muzeum Pałacu Króla Jana III w Wilanowie, Varsavia
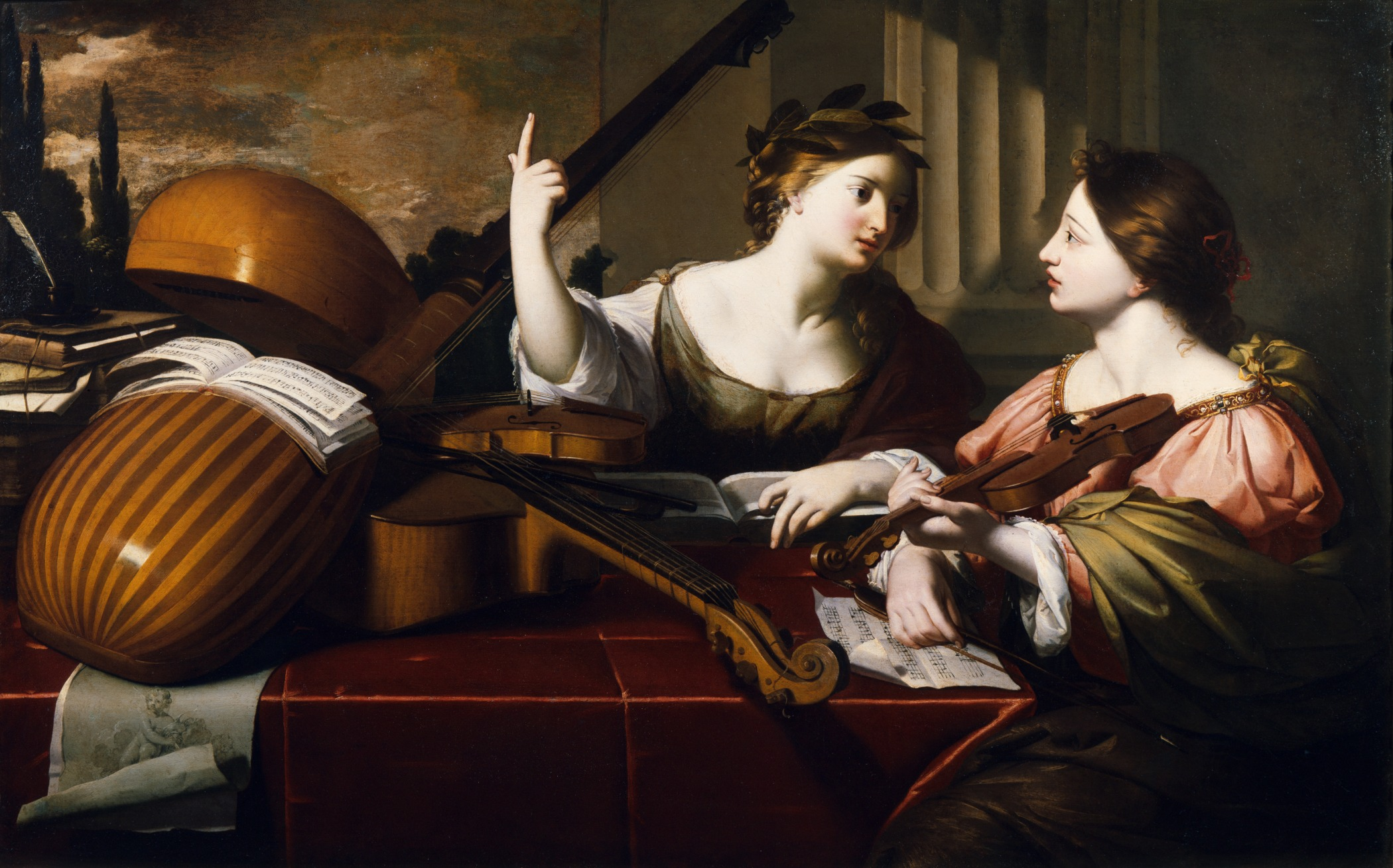
L'ispirazione divina della Musica, 1640 c., Los Angeles County Museum of Art
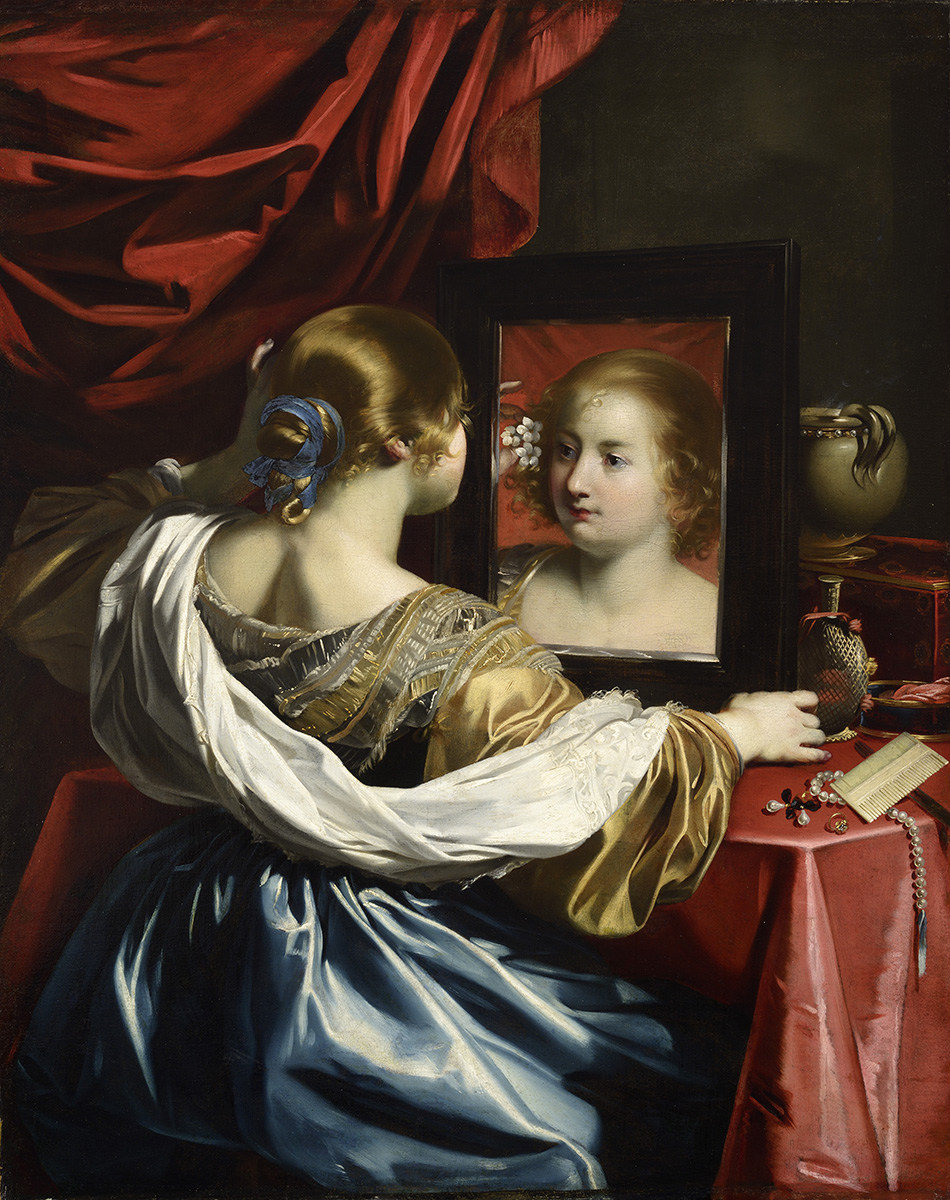
Giovinetta alla toletta, Vanitas, 1630-35 c., Musée des Beaux-Arts, Lione
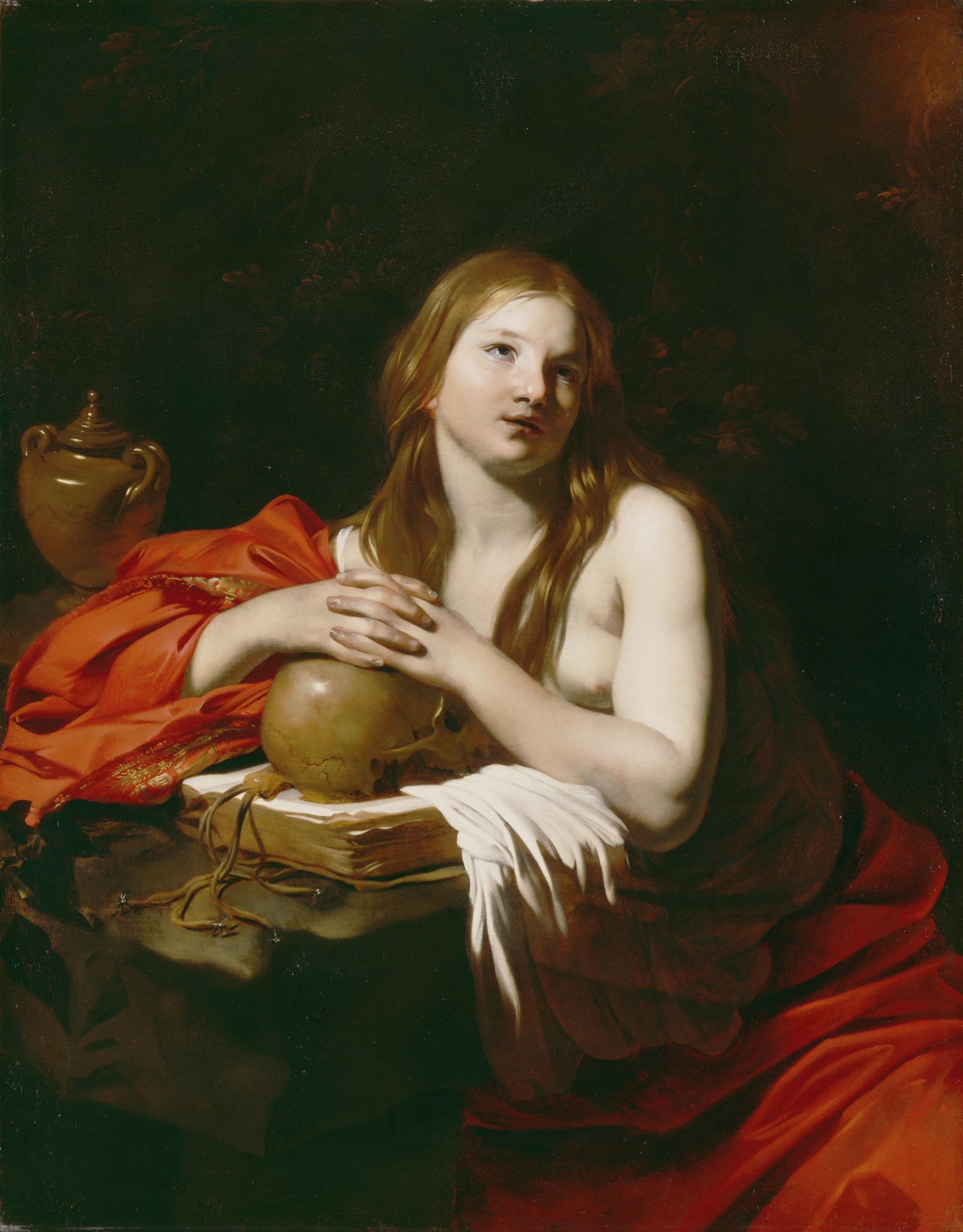
Maria Maddalena penitente, 1625, Detroit Institute of Arts
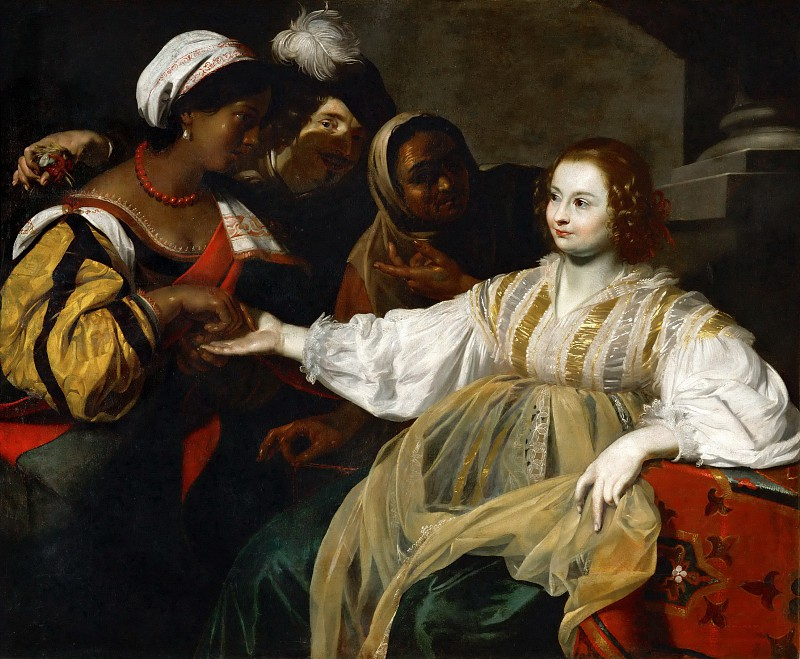
La Buona Ventura, 1626 c., Musée du Louvre

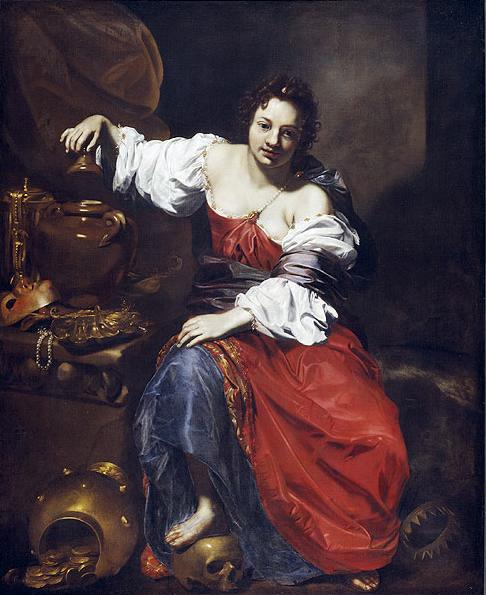
Allegoria della Vanità - Pandora, 1626 c., Staatsgalerie Stuttgart
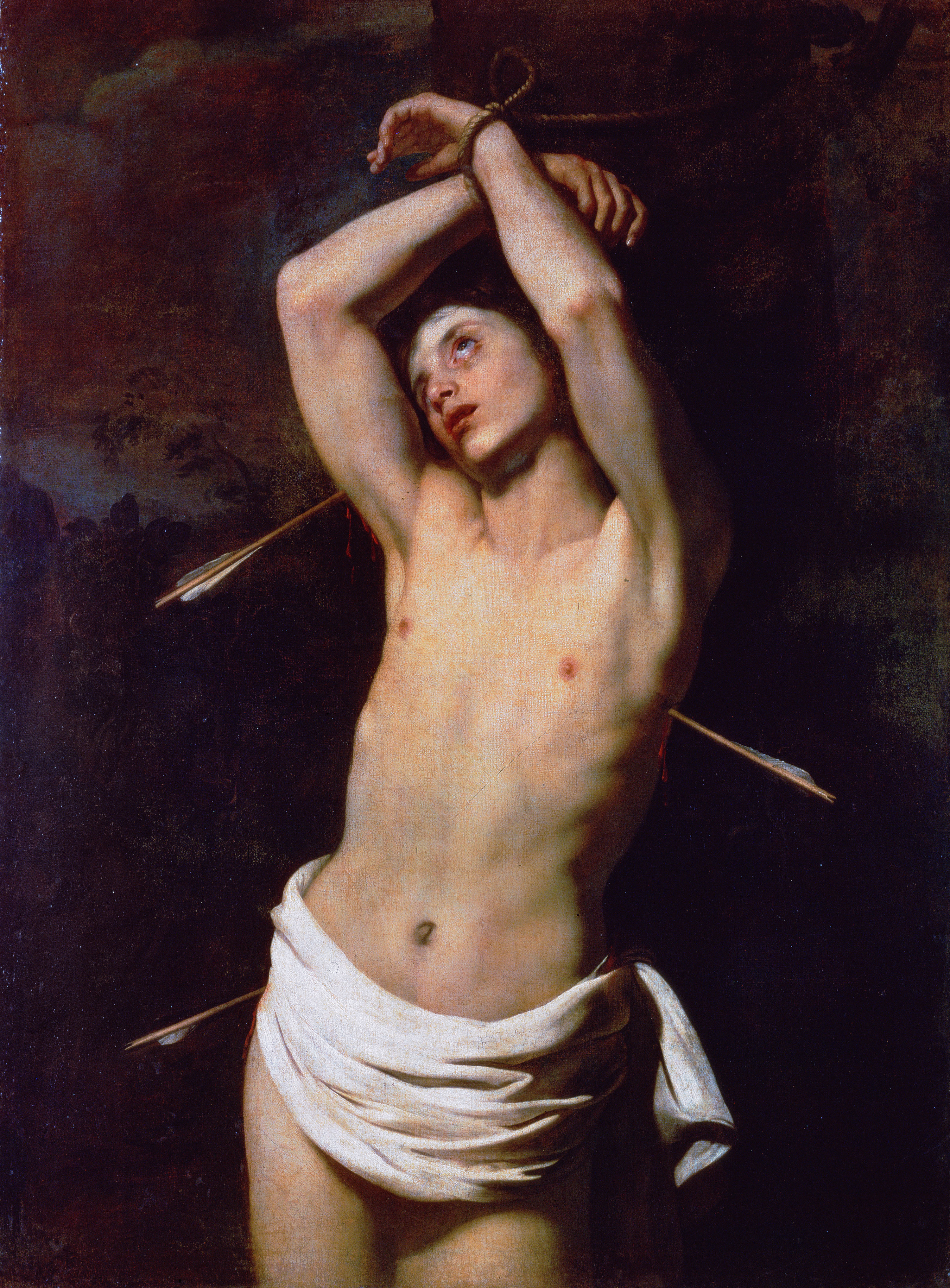
San Sebastiano, 1620 c., Ermitage, San Pietroburgo
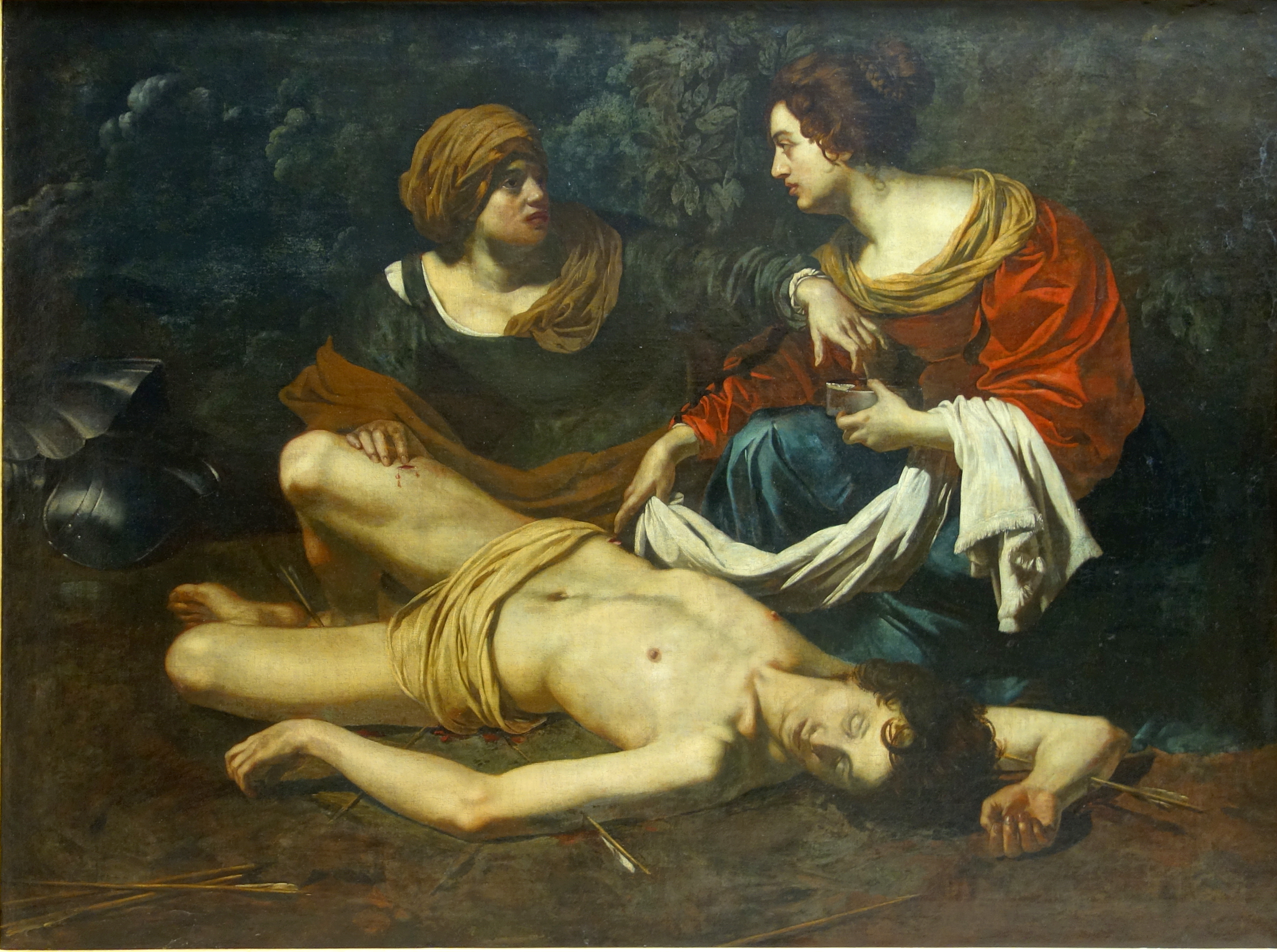
San Sebastiano nel sogno di Irene e Lucina, 1624 c., Musée des Beaux-Arts de Rouen
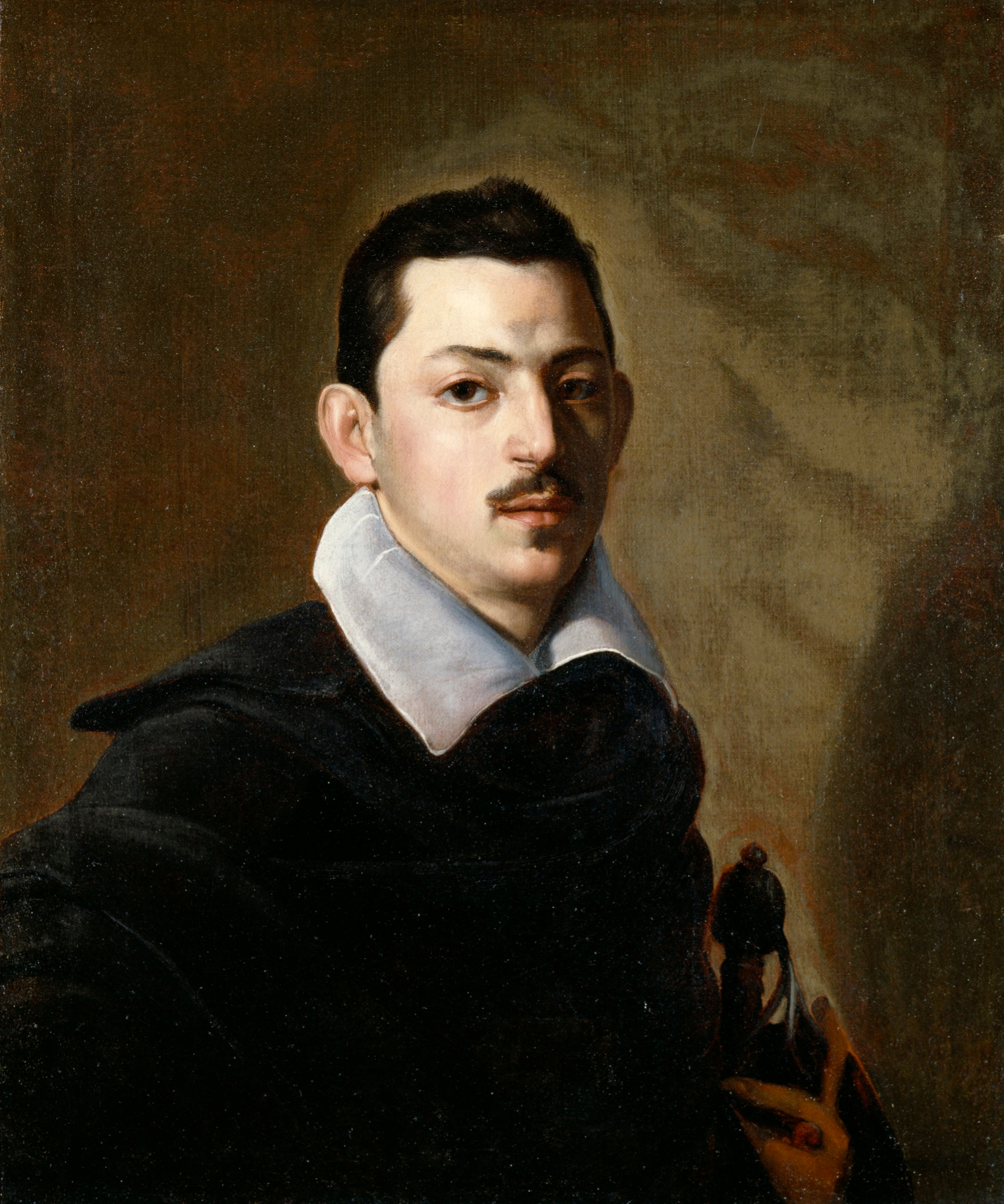
Ritratto di un giovane con una spada, c. 1618, Detroit Institute of Arts
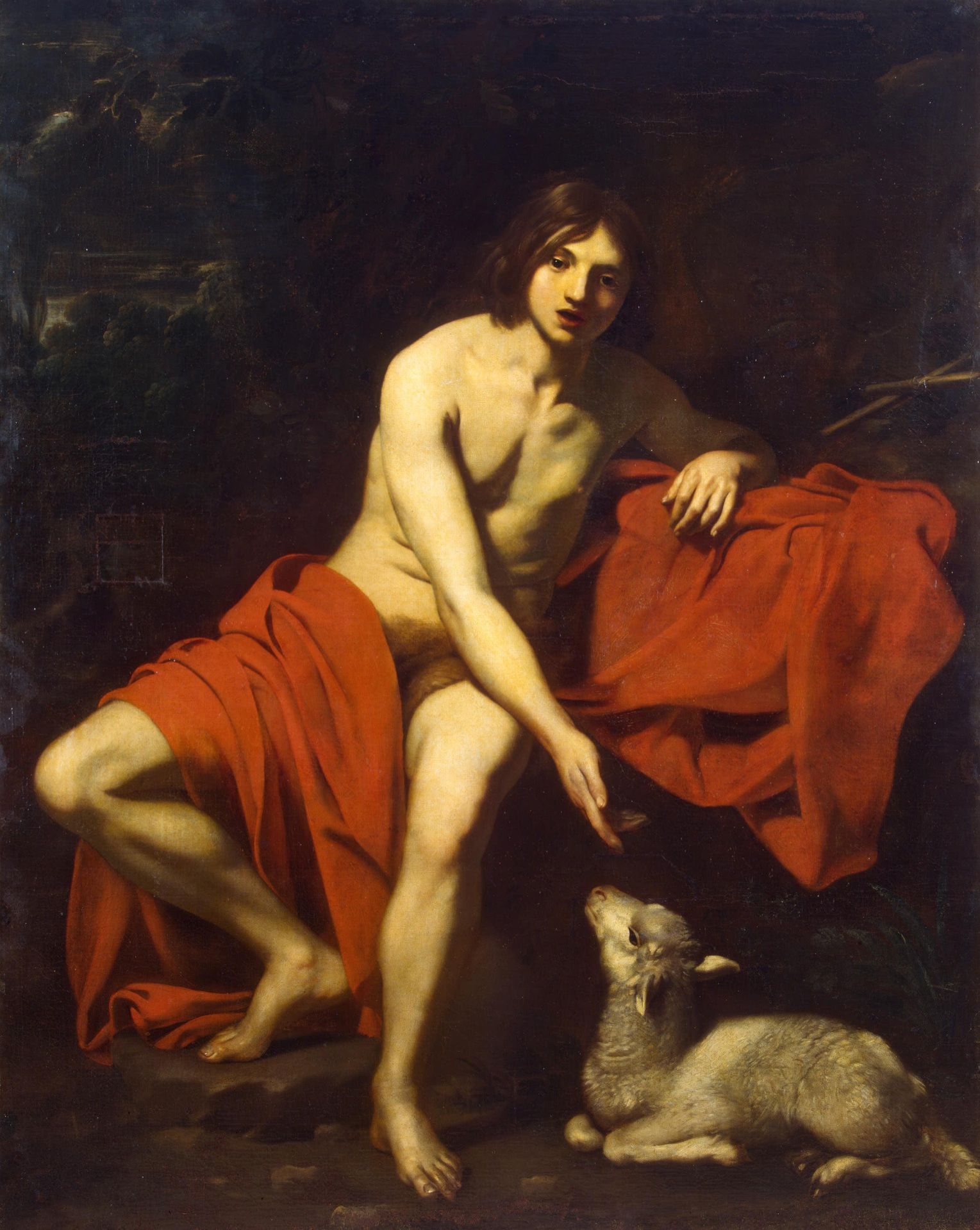
San Giovanni Battista, 1615-1620 ca., Ermitage, San Pietroburgo
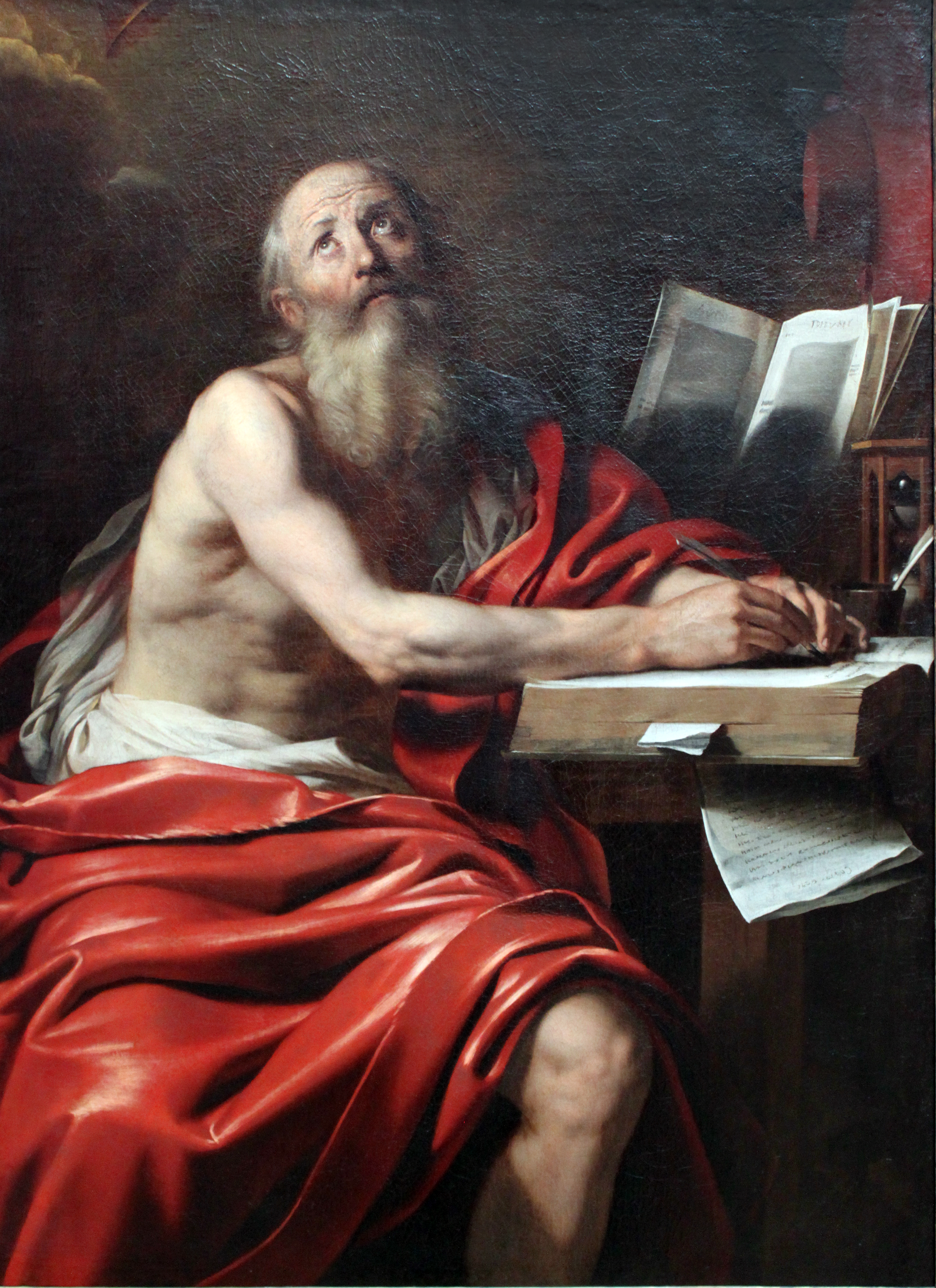
San Girolamo nel deserto, 1633, Gemäldegalerie der Staatlichen Museen zu Berlin
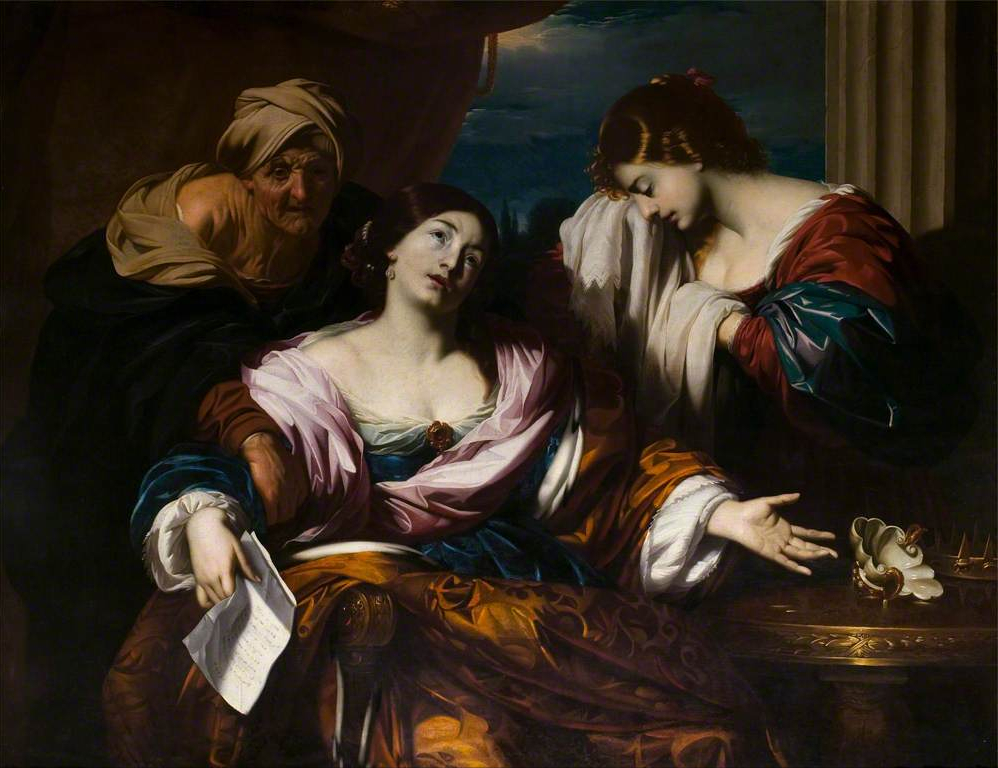
La morte di Sophonisba, 1665-67, New Walk Museum and Art Gallery, Leicester
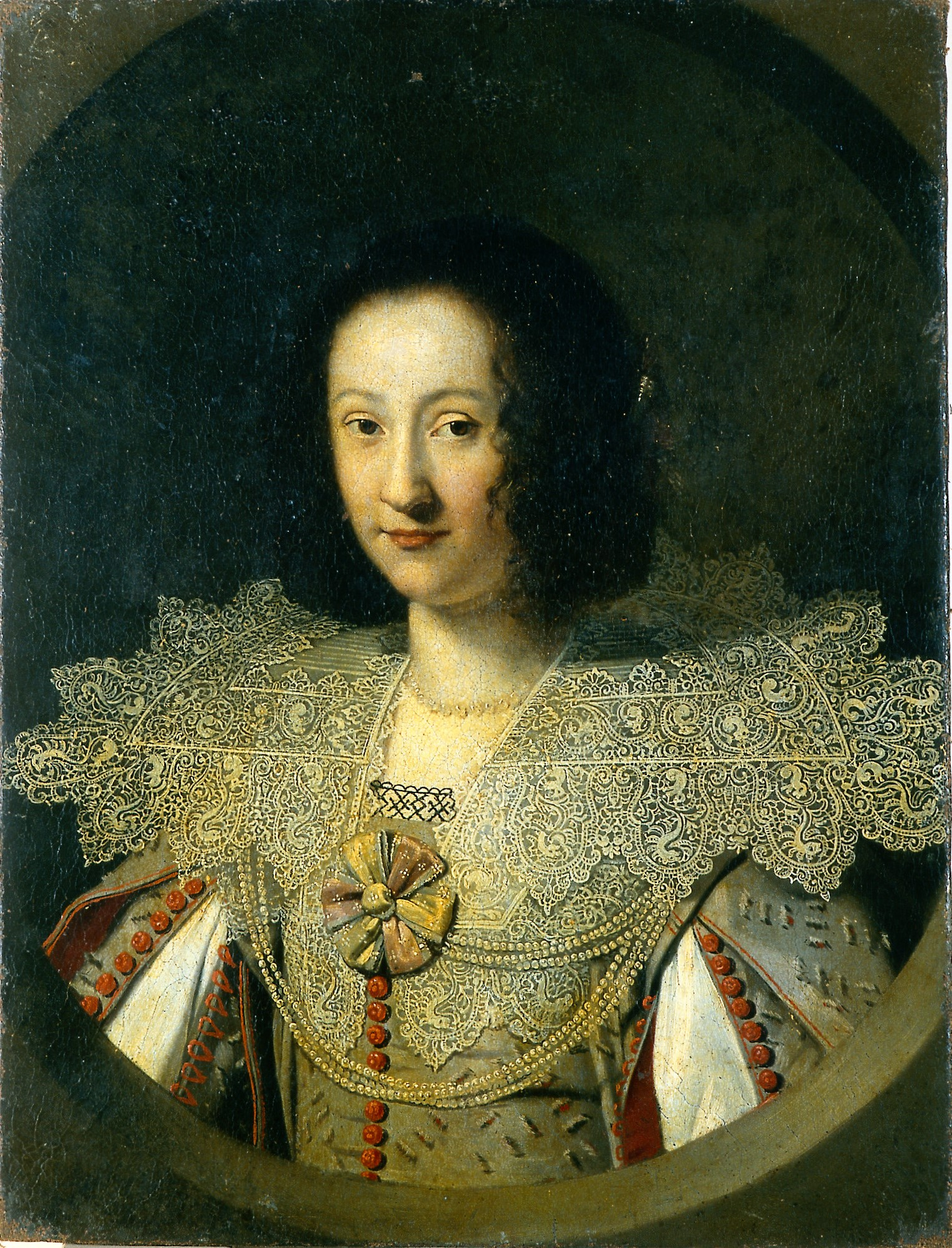
Ritratto della contessa Vittoria Bulgarini nata Giorgi, Museo civico di Modena